# Abramo Bzovio
Abramo Bzovio (Proszowice, 1567 – Roma, 31 gennaio 1637) è stato uno storico e religioso polacco, domenicano.

## Biografia
Abraham Bzowski nacque a Proszowice nel 1567. La nonna paterna apparteneva alla famiglia Szczepanowski, che aveva dato in natali a San Stanislao vescovo di Cracovia. Bzovio aveva solo diciotto mesi quando rimase orfano della madre Magdalena Visicia e pochi mesi dopo perse anche il padre, Tomasz Ostola. Fu educato dalla nonna materna nella città di Proszowice e ricevette un'ottima formazione da uno dei suoi zii: a dieci anni era capace di scrivere in latino, comporre musica e scrivere versi. Una delle sue zie lo mandò a Secemin, dove insegnavano alcuni filosofi e umanisti francesi, chiamati dal voivoda Stanisław Szafraniec per istruire i giovani polacchi. Gli insegnanti erano calvinisti, ma Bzovio, sebbene avesse solo quindici anni, rimase fedele alla Chiesa Cattolica e fece grandi progressi negli studi. Continuò gli studi a Cracovia. Vestì l'abito domenicano in quella stessa città nel monastero della Santissima Trinità e fu subito dopo inviato dai suoi superiori in Italia, dove insegnò filosofia e teologia a Ferrara e a Milano. Tornato in patria, divenne priore dei domenicani a Cracovia e a Breslavia.
Nel 1610 fu richiamato in Italia, dove trascorse il resto della sua vita. Si stabilì a Roma, dove fu accolto da Papa Paolo V  che lo alloggiò in Vaticano e lo incaricò di continuare la stesura degli Annales Ecclesiastici che Cesare Baronio aveva portato avanti fino alla data 1198. Ne compose nove volumi (dal XIII al XXI), i primi otto stampati a Colonia tra il 1616 e il 1630 e l'ultimo a Roma nel 1672. Rimase fedele ai principi storiografici del suo predecessore. I gesuiti e i francescani criticarono l'attenzione eccessiva riservata da Bzovio ai domenicani e l'elettore di Baviera gli fece intentare un processo per avere espresso un giudizio sprezzante sull'imperatore Ludovico IV il Bavaro. Bzovio fu costretto a ritrattare pubblicamente e la ritrattazione fu stampata a Ingolstadt nel 1628 in ottavo.
Le altre opere di Bzovio sono l'Historia ecclesiastica ex Baronii annalibus historiis excerpta, Colonia, 1617, tre volumi in folio; i Quadraginta sermones super canticum : Salve, Regina; Venezia, 1598; tre raccolte di sermoni intitolate Sacrum Pancarpium, Venezia, 1611; De rebus gestis summorum pontificum, Colonia, 1619 e 1622 in quarto, in italiano: è una nuova edizione delle Vite dei Pontefici del Platina con l'aggiunta delle vite di Paolo V e Gregorio XV realizzate dallo stesso Bzovio.
Alloggiato per qualche tempo in Vaticano, si ritirò in seguito in un monastero del suo ordine, perché in sua assenza alcuni ladri si erano introdotti nella sua casa e avevano ucciso il suo servo. Morì a Roma il 31 gennaio del 1657.

## Scritti
- (LA) Abraham Bzowski (a cura di), Annales Ecclesiastici Post Illustriss. Et Reverendiss. D.D. Caesarem ... Rerum in orbe cristiano ab Anno Domini 1503. vsque ad Annum Domini 1535, Tomus XIX, Coloniae Agrippinae, sumptibus Antonii Boetzeri haeredum, 1630.
- (LA) Abraham Bzowski (a cura di), Silvester II Caesius Aquitanus pont. max., F. Abrahami Bzovii ... ; adjuncta est vita S. Adalberti m., ab eodem Silvestro edita, studio ejusdem Bzovii ... vindicata et notis illustrata, Romae, Typis Vaticanis, 1629. URL consultato il 21 giugno 2019.
- Vita della Venerabile Cunegonde Reina di Polonia di Ranuccio Pico Secretario del Serenissimo Duca di Parma et Piacenza, data il luce dal R.P.M.F. Abrahamo Bzovio dell'Ordine de' Predicatori, In Roma, Appresso Francesco Cavalli, 1633. URL consultato il 19 agosto 2023.